# Нагрудный знак «В память 50-летнего состояния великого князя Михаила Николаевича в должности генерал-фельдцейхмейстера»
Знак «В память 50-летнего состояния Его императорского высочества великого князя Михаила Николаевича в должности генерал-фельдцейхмейстера» — нагрудный знак Российской Империи, установленный по Высочайшему повелению императора Николая II, как особый вензелевый нагрудный знак имени Его императорского высочества великого князя Михаила Николаевича.

## История создания
17 января (30 января) 1906 год император Николай II Высочайше повелеть соизволил в ознаменование исполняющегося 25 января 1906 года  50-летнего юбилея великого князя Михаила Николаевича в должности генерал-фельдцейхмейстера установить особый вензелевый нагрудный знак его имени. В день юбилея 25 января 1906 года по военному ведомству был отдан соответствующий приказ № 40 за подписью военного министра Российской Империи генерал-лейтенанта А. Ф. Редигера.

## Описание знака
Описание знака изложено в приказе по военному ведомству от 25 января 1906 года № 40: 

Нагрудный знак состоит из золотого вензелового изображения Имени Его Императорского Высочества Великого Князя МИХАИЛА НИКОЛАЕВИЧА, — наложенного на основание из двух пушек, скрещённых наискос, представляющих образцы состоявших на вооружении полевой артиллерии — одна бронзовая (в 1856 г.) — другая скорострельная (в 1906 г.).
Над вензелем — золотая Великокняжеская корона, из под которой двумя концами ниспадает георгиевская лента, соединяя оба дула пушек.
Внизу под вензелем в середине римская буква „L“, поддерживаемая от каждой пушки годами, указывающими состояние их на вооружении.
— Приказ по военному ведомству от 25 января 1906 года № 40.

## Кому вручался
Право ношения знака первоначально предоставлялось всем офицерам артиллерии и классным чинам артиллерийского ведомства, в день юбилея состоявшим в списках артиллерии. Чуть позже приказом по военному ведомству от 28 июля 1906 года за № 457 в этот список были включены офицеры, которые в день юбилея состояли юнкерами в дополнительных классах Михайловского и Константиновского артиллерийских училищ.
После смерти великого князя Михаила Николаевича император Николай II своим повелением от 24 января 1910 года распространил право на ношение знака на всех офицеров артиллерии и классных чинов артиллерийского ведомства, состоявших на службе в любое время с 25 января 1856 года (дата назначения Михаила Николаевича на должность генерал-фельдцейхмейстера) по 5 декабря 1909 года (дата смерти великого князя).

## Порядок ношения
Знак положено было носить на левой стороне груди при мундире и сюртуке.

## Параметры знака
- Размеры — 30×50 (размеры указаны в приказе по военному ведомству от 25 января 1906 года за № 40)[3][к 2].
- Материал изготовления — бронза.
- Способ обработки — золочение, холодная эмаль.
- Способ изготовления — наборный штампованный.
- Крепление винтовое.